# جاي روبنسون (مصارع رياضي)
جاي روبنسون (بالإنجليزية: Jay Robinson)‏ هو مصارع رياضي أمريكي، ولد في 7 يونيو 1946 في سان دييغو في الولايات المتحدة.

## وصلات خارجية
- جاي روبنسون على موقع أوليمبيديا (الإنجليزية)